# 경상북도의 문화재자료 (제501호 ~ 제600호)
경상북도 문화재자료는 문화재자료 중에서 경상북도 내에 있는 문화재자료를 의미한다.

## 지정 목록

### 제501호 ~ 제600호
| 번호  | 사진 | 명칭                                                                                  | 소재지                                              | 관리자 (단체)                | 지정일                                                                                | 참조 |
| 501호 |      | 장육당 (藏六堂)                                                                       | 경북 고령군 다산면 상곡5길 7-22                     | 전의이씨 다포공파종중        | 2006년 2월 16일 지정, 2017년 5월 15일 해제, 경북 유형문화재 507호로 재지정            | ,    |
| 502호 |      | 충신문 (忠臣門)                                                                       | 경북 성주군                                         | 순천박씨숭절재종중           | 2006년 2월 16일 지정                                                                  | ,    |
| 503호 |      | 동산재 (東山齋)                                                                       | 경북 칠곡군 왜관읍 동산1길 24-18                    | .                            | 2006년 2월 16일 지정                                                                  | ,    |
| 504호 |      | 영주 휴천동 마애여래좌상 (榮州 休川洞 磨崖如來坐像)                                   | 경북 영주시 휴천동 630                              | .                            | 2006년 3월 23일 지정                                                                  | ,    |
| 505호 |      | 소양서원 (瀟陽書院)                                                                   | 경북 문경시                                         | 김지탁                       | 2006년 6월 15일 지정                                                                  | ,    |
| 506호 |      | 구미 대원사 석조여래좌상 (龜尾 大圓寺 石造如來坐像)                                   | 경북 구미시 구평동 48                               | 국유                         | 2006년 6월 29일 지정                                                                  | ,    |
| 507호 |      | 군위 오도암 금동불입상 (軍威 悟道庵 金銅佛立像)                                       | 경북 군위군 부계면 동산리 1                         | 오도암                       | 2006년 6월 29일 지정                                                                  | ,    |
| 508호 |      | 성주 용기사지 석조유물 (星州 用起寺址 石造遺物)                                       | 경북 성주군 수륜면 백운리 산56-2                    | 성주군                       | 2006년 6월 29일 지정                                                                  | ,    |
| 509호 |      | 칠곡 도덕암 나한전내 제상 (漆谷 道德庵 羅漢殿內 諸像)                                 | 경북 칠곡군 동명면 구덕리 20-5                      | 도덕암                       | 2006년 6월 29일 지정                                                                  | ,    |
| 510호 |      | 예천 용문사 목조아미타여래좌상 (醴泉 龍門寺 木造阿彌陀如來坐像)                       | 경북 예천군 용문면 내지리 391                       | 용문사                       | 2006년 6월 29일 지정, 2010년 2월 24일 해제, 보물 제1637호로 승격                      | ,    |
| 511호 |      | 울진 대풍헌 소장 문서 (蔚珍 待風軒 所藏 文書)                                         | 경북 울진군 기성면 구산리 202                       | 구산동회                     | 2006년 6월 29일 지정                                                                  | ,    |
| 512호 |      | 안동 이로당 (安東 怡老堂)                                                             | 경북 안동시 풍산읍 마애리257                        | 진성이씨 망천파 종중         | 2006년 9월 14일 지정                                                                  | ,    |
| 513호 |      | 영덕 영해향교 (盈德寧海鄕校)                                                          | 경북 영덕군 영해면 성내리24-1                       | 영해향교                     | 2006년 9월 14일 지정                                                                  | ,    |
| 514호 |      | 성주 예산리 배리댁 (星州 禮山里 裵里宅)                                               | 경북 성주군 성주읍 예산3길 22                       | 도일회                       | 2006년 9월 14일 지정                                                                  | ,    |
| 515호 |      | 포항 대성사 석조관음보살좌상 (浦項 大聖寺 石造觀音菩薩坐像)                           | 경북 포항시 북구 용흥동 540-4                       | 대성사                       | 2007년 1월 8일 지정                                                                   | ,    |
| 516호 |      | 순흥도호부 유물 (順興都護府遺物)                                                      | 경북 영주시 순흥면 읍내1리 314-3 (소수박물관 보관)  | 영주시장                     | 2007년 1월 8일 지정                                                                   | ,    |
| 517호 |      | 영천 향사당 입규 현판 (永川 鄕射堂 立規 懸板)                                         | 경북 영천시 성내동 9-2 (국립경주박물관 임시보관)    | 영천시장                     | 2007년 4월 30일 지정                                                                  | ,    |
| 518호 |      | 상주 관음사지 사적비 (尙州 觀音寺址 事蹟碑)                                           | 경북 상주시 화남면 동관리 산178-1                   | 상주시                       | 2007년 4월 30일 지정                                                                  | ,    |
| 519호 |      | 예천 보문사 극락보전 아미타삼존상 (醴泉 普門寺 極樂寶殿 阿彌陀三尊像)                 | 경북 예천군 보문면 수계리 158                       | 보문사                       | 2007년 4월 30일 지정                                                                  | ,    |
| 520호 |      | 상주 퇴강성당 (尙州 退江聖堂)                                                         | 경북 상주시 사벌면 퇴강리 398                       | 퇴강성당                     | 2007년 5월 7일 지정                                                                   | ,    |
| 521호 |      | 봉화 도천고택 (奉化 陶川古宅)                                                         | 경북 봉화군 봉화읍 문단리 224                       | 이균식                       | 2007년 5월 7일 지정                                                                   | ,    |
| 522호 |      | 경주 주사암 영산전 석조삼존불좌상 (慶州 朱砂庵 靈山殿 石造三尊佛坐像)                 | 경북 경주시 서면 천촌리 1195                        | 주사암                       | 2007년 7월 30일 지정                                                                  | ,    |
| 523호 |      | 영주 성혈사 신중탱화 (榮州 聖穴寺 神衆幀畵)                                           | 경북 영주시 순흥면 덕현리 277                       | 성혈사                       | 2007년 7월 30일 지정                                                                  | ,    |
| 524호 |      | 고령 매림재 소장 판목 (高靈 梅林齋 所藏 板木)                                         | 경북 고령군 쌍림면 송림리 98                        | 오해근                       | 2007년 7월 30일 지정                                                                  | ,    |
| 525호 |      | 성주 심원사 석조유물 (星州 深源寺 石造遺物)                                           | 경북 성주군 수륜면 가야산식물원길 17-56             | 심원사                       | 2007년 7월 30일 지정                                                                  | ,    |
| 526호 |      | 영덕 초수재사 (盈德 椒水齋舍)                                                         | 경북 영덕군 영해면 묘곡리 659                       | 무안박씨 부의공파 종친회     | 2007년 8월 9일 지정                                                                   | ,    |
| 527호 |      | 휴휴당 부조묘 (休休堂 不祧廟)                                                         | 경북 구미시 도개면 도개다곡길 378-18                | 남양홍씨 휴휴당파 종중       | 2007년 8월 9일 지정                                                                   | ,    |
| 528호 |      | 영덕 사존재 (盈德 思存齋)                                                             | 경북 영덕군 지품면 신안길 23-1 (신안리 122-5)       | 평산신씨 사존재 종중         | 2007년 10월 25일 지정                                                                 | ,    |
| 529호 |      | 영주 덕산고택 (榮州 德山古宅)                                                         | 경북 영주시 이산면 두월리                           | 김석기                       | 2007년 11월 19일 지정                                                                 | ,    |
| 530호 |      | 안동 부포리 계상고택 (安東 浮浦里 繼尙古宅)                                           | 경북 안동시 예안면 부포리 857-1                     | 이두환                       | 2007년 12월 31일 지정, 2014년 11월 17일 해제, 원형 훼손으로 문화재로 지정 가치가 미흡 | ,    |
| 531호 |      | 봉화 옥류암 (奉化 玉溜庵)                                                             | 경북 봉화군                                         | 홍대교                       | 2007년 12월 31일 지정                                                                 | ,    |
| 532호 |      | 와선정 (臥仙亭)                                                                       | 경북 봉화군 학산리 244                              | 홍대교                       | 2007년 12월 31일 지정                                                                 | ,    |
| 533호 |      | 예천무이리청원정 (醴泉武夷里淸遠亭)                                                   | 경북 예천군 용궁면 외무길 30-21 (무이리 379)        | 전재도                       | 2008년 2월 18일 지정                                                                  | ,    |
| 534호 |      | 영주 유연당 (榮州 悠然堂)                                                             | 경북 영주시 하망동 288-2                            | 풍산김씨 유연당 문중         | 2008년 3월 24일 지정                                                                  | ,    |
| 535호 |      | 법주사 보광명전 (法住寺 寶光明殿)                                                     | 경북 군위군                                         |                              | 2008년 3월 24일 지정                                                                  | ,    |
| 536호 |      | 상주 상락사 대웅전 목조석가여래좌상 (尙州 常樂寺 大雄殿 木造釋迦如來坐像)             | 경북 상주시 서성동 60-8                             | 상락사                       | 2008년 4월 28일 지정                                                                  | ,    |
| 537호 |      | 공북헌 (拱北軒)                                                                       | 경북 봉화군 봉화읍 도천리 454                       | 이홍선                       | 2008년 5월 15일 지정                                                                  | ,    |
| 538호 |      | 영덕 오봉종택 (盈德 五峯宗宅)                                                         | 경북 영덕군                                         |                              | 2008년 8월 16일 지정                                                                  |      |
| 539호 |      | 영주 만간암 (榮州 晩看庵)                                                             | 경북 영주시                                         |                              | 2008년 9월 18일 지정                                                                  | ,    |
| 540호 |      | 영주 일우정 (榮州 逸愚亭)                                                             | 경북 영주시                                         |                              | 2008년 9월 18일 지정                                                                  | ,    |
| 541호 |      | 김천 율수재 (金泉 聿修齋)                                                             | 경북 김천시 봉산면 인의리 769                       | 창녕조씨문장공파대종회       | 2008년 9월 18일 지정                                                                  | ,    |
| 542호 |      | 성주 도형정려각 (星州 都衡旌閭閣)                                                     | 경북 성주군 월항면 용각1길 55-16                    | 성주도씨효경당종중           | 2008년 10월 27일 지정                                                                 | ,    |
| 543호 |      | 안동 봉황사 오방제위도 및 사직사자도 (安東 鳳凰寺 五方帝位圖 및 四直使者圖)           | 경북 안동시 임동면 수곡리 563                       | 봉황사                       | 2008년 11월 3일 지정                                                                  | ,    |
| 544호 |      | 구미 남화사 석조약사여래좌상 (龜尾 南華寺 石造藥師如來坐像)                           | 경북 구미시 선기로3길 38-37 (남통동)                | 국유                         | 2008년 11월 3일 지정                                                                  | ,    |
| 545호 |      | 문경 대승사 명부전 지장탱화 (聞慶 大乘寺 冥府殿 地藏幀畵)                             | 경북 문경시 산북면 전두리 8                         | 대승사                       | 2008년 11월 3일 지정                                                                  | ,    |
| 546호 |      | 영주 야성송씨 괴동재사 (榮州 冶城宋氏 槐洞齋舍)                                       | 경북 영주시                                         |                              | 2008년 12월 29일 지정                                                                 | ,    |
| 547호 |      | 옥계종택 (玉溪宗宅)                                                                   | 경북 봉화군 법전면 소천리 116                       | 김영근                       | 2008년 12월 29일 지정                                                                 | ,    |
| 548호 |      | 포항 경주이씨 익재공파 석동문중 소장 판목 (浦項 慶州李氏 益齋公派 石洞門中 所藏 板木) | 경북 포항시                                         | 경주이씨 익재공파 석동문중   | 2009년 4월 30일 지정                                                                  | ,    |
| 549호 |      | 포항 김해김씨 유수공파 소동문중 소장 판목 (浦項 金海金氏 留守公派 蘇洞門中 所藏 板木) | 경북 포항시 북구 청하면 용산길 45-2                 | 한국국학진흥원장             | 2009년 4월 30일 지정                                                                  | ,    |
| 550호 |      | 안동 생담정사 (安東 笙潭精舍)                                                         | 경북 안동시 일직면 구미리 367                       | 김동호                       | 2009년 7월 6일 지정                                                                   | ,    |
| 551호 |      | 영덕 만송당 (盈德 晩松堂)                                                             | 경북 영덕군 영해면 괴시리 579                       | 권기탁                       | 2009년 7월 6일 지정                                                                   | ,    |
| 552호 |      | 포항 덕동 여주이씨 문중 소장 고문서 (浦項 德洞 驪州李氏 門中 所藏 古文書)             | 경북 포항시                                         | 이동진                       | 2009년 7월 6일 지정                                                                   | ,    |
| 553호 |      | 울진 수진사 소장 불화 (蔚珍 修眞寺 所藏 佛畵)                                         | 경북 울진군 평해읍 오곡2길 330-78(오곡리 936)       | 수진사                       | 2009년 7월 6일 지정                                                                   | ,    |
| 554호 |      | 김선궁 신도비 및 유허비 (金宣弓 神道碑 및 遺墟碑)                                     | 경북 구미시 해평면 금호리 464-1 ,선산읍 완전리 59-2 | 선산김씨 대종회              | 2009년 8월 31일 지정                                                                  | ,    |
| 555호 |      | 경산 경흥사 소장 수미단 부재 (慶山 慶興寺 所藏 須彌壇 部材)                           | 경북 경산시 남천면 산전리 806                       | 경흥사                       | 2009년 8월 31일 지정                                                                  | ,    |
| 556호 |      | 영양 조검 축전단비 (英陽 趙儉 祝天壇碑)                                               | 경북 영양군 영양읍 상원리 302-3                     | 한양조씨 수월공파 종중       | 2009년 8월 31일 지정                                                                  | ,    |
| 557호 |      | 영주 천운정 (榮州 天雲亭)                                                             | 경북 영주시 이산면 석포리 744-2                     | 김종환                       | 2009년 10월 12일 지정                                                                 | ,    |
| 558호 |      | 상주 청간정 (尙州 聽澗亭)                                                             | 경북 상주시 낙동면 운평리 154                       | 풍양조씨 장천제일파문중      | 2009년 10월 12일 지정                                                                 | ,    |
| 559호 |      | 안동 상봉정 (安東 翔鳳亭)                                                             | 경북 안동시 풍천면 광덕리 487                       | 풍산 류씨 문경공파문중       | 2009년 11월 23일 지정                                                                 | ,    |
| 560호 |      | 봉화 해은구택 (奉化 海隱舊宅)                                                         | 경북 봉화군 법전면 척곡리 1162                      | 강희영                       | 2009년 11월 23일 지정                                                                 | ,    |
| 561호 |      | 성주 사우당 (星州 四友堂)                                                             | 경북 성주군 수륜면 수륜길 54-4                      | 김기대                       | 2009년 11월 23일 지정                                                                 | ,    |
| 562호 |      | 상주 천주교 신앙고백비 (尙州 天主敎 信仰告白碑)                                       | 경북 상주시 청리면 삼괴리 361                       | 천주교 안동교구 유지재단     | 2009년 12월 28일 지정                                                                 | ,    |
| 563호 |      | 영천 영지사 범종각 (永川 靈芝寺 泛鐘閣)                                               | 경북 영천시                                         |                              | 2010년 3월 11일 지정                                                                  | ,    |
| 564호 |      | 상주 추원재 (尙州 追遠齋)                                                             | 경북 상주시 이안면 양범리 31외1                     | 진주강씨 찬성공파종중        | 2010년 3월 11일 지정                                                                  | ,    |
| 565호 |      | 영주 내림리 모은정 (榮州 內林里 慕恩亭)                                               | 경북 영주시 이산면 내림리 603                       | 영일정씨 서암공파            | 2010년 3월 11일 지정                                                                  | ,    |
| 566호 |      | 영주 석포리 야일당 (榮州 石浦里 野逸堂)                                               | 경북 영주시 이산면 석포리 227외1                    | 김영우                       | 2010년 3월 11일 지정                                                                  | ,    |
| 567호 |      | 영주 도림서당 (榮州 道林書堂)                                                         | 경북 영주시 이산면 두월리 835                       | 도림서당                     | 2010년 3월 11일 지정                                                                  | ,    |
| 568호 |      | 영주 금광리 만연헌 (榮州 金光里 漫然軒)                                               | 경북 영주시 평은면 금광리 856                       | 장재덕                       | 2010년 3월 11일 지정                                                                  | ,    |
| 569호 |      | 영주 금광리 의관댁 (榮州 金光里 議官宅)                                               | 경북 영주시 평은면 금광리 886                       | 권진기                       | 2010년 3월 11일 지정                                                                  | ,    |
| 570호 |      | 영주 금광리 까치구멍집 (榮州 金光里 까치구멍집)                                       | 경북 영주시 평은면 금광리 417                       | 김숙희                       | 2010년 3월 11일 지정                                                                  | ,    |
| 571호 |      | 영주 강동리 충주석씨재사 (榮州江東里 忠州石氏 齋舍)                                   | 경북 영주시 평은면 강동리 1357                      | 충주석씨 통덕량공파 대문종중 | 2010년 3월 11일 지정                                                                  | ,    |
| 572호 |      | 청도 운문사 내원암 산신도 (淸道 雲門寺 內院庵 山神圖)                                 | 경북 청도군 운문면 신원리 1803                      | 운문사 내원암                | 2010년 4월 5일 지정                                                                   | ,    |
| 573호 |      | 봉화 대각사 석조석가여래좌상 (奉化 大覺寺 石造釋迦如來坐像)                           | 경북 봉화군 소천면 현동리 839                       | 대각사                       | 2010년 4월 5일 지정                                                                   | ,    |
| 574호 |      | 문경 김용사 대성암 금당 (聞慶金龍寺 大成庵 金堂)                                      | 경북 문경시 산북면 김용리 415                       | 김용사                       | 2010년 6월 10일 지정                                                                  | ,    |
| 575호 |      | 문경 지취헌고택 (聞慶 篪吹軒古宅)                                                     | 경북 문경시 문경시 산양면 존도리 268                | 류시영                       | 2010년 6월 10일 지정                                                                  | ,    |
| 576호 |      | 영덕 시암고택 (盈德 時庵古宅)                                                         | 경북 영덕군 영해면 원구리 217-1                     | 남병수                       | 2010년 6월 10일 지정                                                                  | ,    |
| 577호 |      | 청송 송만정 (靑松 松巒亭)                                                             | 경북 청송군 진보면 광덕리 354                       | 안동권씨 송만공파종회        | 2010년 8월 2일 지정                                                                   | ,    |
| 578호 |      | 영주 금광리 심원정 (榮州 金光里 心遠亭)                                               | 경북 영주시 평은면 금광리 913                       | 인동장씨 금광2리 종중        | 2010년 10월 28일 지정                                                                 | ,    |
| 579호 |      | 영주 신천리 월춘정 (榮州 新川里 月春亭)                                               | 경북 영주시 이산면 신천리 894                       | 경주손씨 신천파 이봉종중     | 2010년 10월 28일 지정                                                                 | ,    |
| 580호 |      | 영주 석포리 까치구멍집 (榮州 石浦里 까치구멍집)                                       | 경북 영주시 이산면 석포리 225                       | 김구영                       | 2010년 10월 28일 지정                                                                 | ,    |
| 581호 |      | 상주 쾌재정 (尙州 快哉亭)                                                             | 경북 상주시 이안면 가장리 230-1, 이안리 438         | .                            | 2011년 1월 3일 지정                                                                   | ,    |
| 582호 |      | 상주 취은고택 (尙州 醉隱古宅)                                                         | 경북 상주시 공성면 봉산리 560                       | .                            | 2011년 1월 3일 지정                                                                   | ,    |
| 583호 |      | 칠곡 경수당 (漆谷 敬守堂)                                                             | 경북 칠곡군 지천면 신리 140                         | 이성원                       | 2011년 3월 28일 지정                                                                  | ,    |
| 584호 |      | 구미 법성사 석불좌상 (龜尾 法城寺 石佛坐像)                                           | 경북 구미시 공원로 156 (남통동)                     | 법성사                       | 2011년 4월 18일 지정                                                                  | ,    |
| 585호 |      | 칠곡 녹봉정사지 (漆谷 鹿峰精舍)                                                       | 경북 칠곡군                                         | 녹봉정사영모회               | 2011년 4월 18일 지정                                                                  | ,    |
| 586호 |      | 안동 후산정사 (安東 后山精舍)                                                         | 경북 안동시 일직면 송리리 300                       | 이봉기                       | 2011년 6월 2일 지정                                                                   | ,    |
| 587호 |      | 안동 낙강정 (安東 洛江亭)                                                             | 경북 안동시 남후면 단호리 72                        | 안동권씨부정공파마애공문중   | 2011년 6월 2일 지정                                                                   | ,    |
| 588호 |      | 안동 진성이씨 두솔원재사 (安東 眞城李氏 兜率院齋舍)                                   | 경북 안동시 서후면 명리 247                         | 진성이씨 두솔원종중          | 2011년 6월 2일 지정                                                                   | ,    |
| 589호 |      | 문경 송죽리 개성고씨가옥 (聞慶 松竹里 開城高氏家屋)                                   | 경북 문경시 산양면 송죽리 303                       | 개성고씨 치당공파종회        | 2011년 6월 2일 지정                                                                   | ,    |
| 590호 |      | 봉화 척곡교회 소장 전적 (奉化 尺谷敎會 所藏 典籍)                                     | 경북 봉화군 법전면 척곡리 833-1                     | 척곡교회                     | 2011년 9월 22일 지정                                                                  | ,    |
| 591호 |      | 문경 봉암사 일주문 (聞慶 鳳巖寺 一柱門)                                               | 경북 문경시 가은읍 원북리 627                       | 봉암사                       | 2012년 3월 12일 지정                                                                  | ,    |
| 592호 |      | 경산 환성사 주형석조 (慶山 環城寺 舟形石槽)                                           | 경북 경산시 하양읍 사기리 150                       | 환성사                       | 2012년 5월 14일 지정                                                                  | ,    |
| 593호 |      | 청송향교 (靑松鄕校)                                                                   | 경북 청송군 청송읍 월막리 251-1외 5                 | 경북향교재단                 | 2012년 6월 11일 지정                                                                  | ,    |
| 594호 |      | 영천 육우당 (永川 六友堂)                                                             | 경북 영천시 도남동 37                               | .                            | 2012년 9월 17일 지정                                                                  | ,    |
| 595호 |      | 문경 윤필암 삼층이형석탑 (聞慶 潤筆庵 三層異形石塔)                                   | 경북 문경시 산북면 전두리 산38-1                    | .                            | 2012년 9월 17일 지정                                                                  | ,    |
| 596호 |      | 문경 윤필암 삼층석탑 (聞慶 潤筆庵 三層石塔)                                           | 경북 문경시 산북면 전두리 16                        | .                            | 2012년 9월 17일 지정                                                                  | ,    |
| 597호 |      | 안동 동암사 석조여래좌상 (安東 銅巖寺 石造如來坐像)                                   | 경북 안동시 임동면 대곡리 1306                      | 동암사                       | 2012년 10월 4일 지정                                                                  | ,    |
| 598호 |      | 용궁 척화비 (龍宮 斥和碑)                                                             | 경북 예천군                                         |                              | 2012년 10월 4일 지정                                                                  | ,    |
| 599호 |      | 영양 망운정 (英陽 望雲亭)                                                             | 경북 영양군 일월면 곡강리 399                       | 조형수                       | 2012년 10월 22일 지정                                                                 | ,    |
| 600호 |      | 경주남산 지암곡 제2사지 삼층석탑 (慶州南山 地巖谷 第2寺址 三層石塔)                   | 경북 경주시 남산동 산36-1                           | .                            | 2012년 10월 22일 지정                                                                 | ,    |

## 참고 자료
- 경상북도 고시/공고